# Tweet
Tweet, nome artístico de Charlene Keys (Rochester, Nova Iorque, 4 de março de 1971), é uma cantora e compositora norte-americana, mas conhecida pelo êxito "Oops (Oh My)", de 2002.

## Biografia
Tweet nasceu em Rochester, Nova Iorque em 4 de março de 1971. Começou cantando na igreja, junto com seus pais e seus quatro irmãos mais velhos, todos com habilidades em piano, guitarra, baixo, bateria, entre outros instrumentos.
Tweet não foi influenciada apenas por sua família, mas também pela suas cantoras favoritas: Janet Jackson, Tina Turner, Aretha Franklin e Whitney Houston (com quem ela trabalhou mais tarde).  Os primeiros passos de Tweet na indústria musical se deram quando ela se matriculou na escola de artes de Rochester. Em 1990, com a apenas 18 anos, Tweet deu à luz sua primeira filha, Tashawna, que é cantora gospel.

## Discografia

### Álbuns
- 2002: Southern Hummingbird
- 2005: It's Me Again
- 2016: Charlene

### Singles
- 2002: "Oops (Oh My)"  (com participação especial de Missy Elliott)
- 2002: "Call Me"
- 2002: "Boogie 2Nite"/"Smoking Cigarettes"
- 2003: "Thugman"  (com participação especial de Missy Elliott)
- 2005: "Turn Da Lights Off"  (com participação especial de Missy Elliott)
- 2005: "When I Need A Man"
- 2005: "Cab Ride"

## Filmografia
- 2002: "The Parkers: Kim's 21st Birthday" (TV)
- 2003: "Honey"